# Alfa Romeo Caimano
De Alfa Romeo Caimano is een conceptauto van het Italiaanse autohuis Alfa Romeo uit 1971. De op de Alfa Romeo Alfasud gebaseerde auto is ontworpen door Giorgetto Giugiaro onder ItalDesign. Onder de motorkap lag de Sud's viercilinder boxermotor van 1584 cc. De auto wordt gekenmerkt door een grote voorruit die over het hele dak heen is getrokken wat een hemeleffect creëert.